# Amy Poehler
Amy Meredith Poehler (Burlington, Massachusetts, 16. rujna 1971.) američka je glumica i komičarka. Bila je stalna članica NBC-jeve subotnje zabavne emisije Saturday Night Live od 2001. do 2008. Godine 2004. nastupala je u komediji Opasne djevojke s Tinom Fey s kojom je radila i na filmu Baby Mama 2008. godine. Trenutno tumači glavnu ulogu Leslie Knope u NBC-jevoj komediji Parks & Recreation. Nominirana je dvaput za prestižnu televizijsku nagradu Emmy, jednom u kategoriji najbolje sporedne glumice u humorističnoj seriji za SNL, a drugi put u kategoriji najbolje glavne glumice u humorističnoj seriji za Parks & Recreation.

## Vanjske poveznice
- Amy Poehler u internetskoj bazi filmova IMDb-u (engl.)